# 铁道战备舟桥处
铁道战备舟桥处，简称舟桥处，是中国国家铁路集团所属的事业单位之一，现由济南铁路局代管，是中国唯一一支铁路舟桥专业战备保障队伍。

## 职责与业务
铁道战备舟桥处是一支铁路舟桥专业战备保障队伍，主要执行铁路舟桥战备保障任务，参与铁路桥梁建设、维护和抢修。
1984年以来，舟桥处利用铁路舟桥器材，一直从事铁路、公路、桥梁、码头等工程施工和材料设备租赁业务，形成了水中钢栈（便）桥和平台架设、钢板桩围堰打设、大型钢套（吊）箱制作安装、钢桁梁架设、水中桥梁基础检测、水下基岩爆破、水上施工设备材料租赁等项目。
目前，舟桥处具备铁路、公路、建筑工程施工和水下桥梁检测等多项资质，先后参与完成了国内800多座桥梁的施工建设任务。

## 历史沿革
铁道战备舟桥处前身为1964年8月组建的中国人民解放军铁道兵独立舟桥团。
1984年，整体转业并入铁道部。
1987年9月，改称铁道部工程指挥部战备舟桥处。
1990年10月，更名为铁道战备舟桥处，隶属于中国铁道建筑总公司领导。
2002年，移交济南铁路局（现中国铁路济南局集团有限公司）代管。
2005年，舟桥处独资成立了具有企业独立法人资格的山东中铁路桥工程有限公司，与舟桥处一个机构两块牌子。舟桥处对外以山东中铁路桥工程有限公司名义承揽工程。